# Э̇
Э̇ (minuskule э̇) je písmeno cyrilice. Jedná se o variantu písmena Э. Vyskytuje se v něnečtině.